# Петропавловское муниципальное образование (Новоузенский район)
Петропавловское сельское поселение— муниципальное образование в составе Новоузенского района Саратовской области. Административный центр — село Петропавловка. На территории поселения находятся 3 населённых пункта — 2 села, 1 хутор .

## Население
| 2010 | 2011 | 2012 | 2013 | 2014 | 2015 | 2016 |
| ---- | ---- | ---- | ---- | ---- | ---- | ---- |
| 887  | ↘885 | ↘862 | ↘851 | ↗863 | ↘849 | ↘843 |
| 2017 | 2018 | 2019 | 2020 | 2021 |      |      |
| ↘831 | ↘826 | ↘820 | ↘802 | ↘723 |      |      |

## Состав сельского поселения
| № | Населённый пункт | Тип населённого пункта       | Население |
| - | ---------------- | ---------------------------- | --------- |
| 1 | Лисев            | хутор                        | 1         |
| 2 | Лохмотовка       | село                         | ↗175      |
| 3 | Петропавловка    | село, административный центр | ↘711      |